# Oxymoron
Oxymoron é uma banda de streetpunk / punk rock alemã formada em 1992.

## Membros
- Sucker - vocal (1992-presente)
- Bjoern - bateria (1992-presente)
- Morpheus - baixo (1999-presente)

## Ex-membros
- Filzlaus - baixo - (1992-1994)
- Martin - guitarra - (1992-2001)
- Arne - baixo - (1995-1998)
- Chrissy - baixo - (1996 Turnê pelos EUA, 1998-1999)
- Chrissy - guitarra - (2001)
- Davey - guitarra - (2002)

## Discografia

### Álbuns de estúdio
- Fuck The Nineties Here's Our Noize - (1995)
- The Pack Is Back - (1997)
- Westworld - (1999)
- Feed The Breed - (2001)

### EPs
- Beware, Poisonous! - (1994)
- Crisis Identity - (1996)
- Savage Output - (2001)

### Compilações
- Mohican Melodies - (1995)
- Streetpunk Worldwide - (1996)
- A Tribute To Cock Sparrer - (1998)
- Skins 'n' Pins - (1998)
- Irish Stout vs. German Lager - (1998)
- Worldwide Tribute To The Real Oi! - (2000)
- Taisho vs. Oxymoron - (2001)
- Noize Overdose - (2006)